# Dadan
Koordinaten: 26° 37′ N, 37° 55′ O
Das antike Dadan (auch Dedan, frühnordarabisch und altsüdarabisch ddn) befand sich in der heutigen Oase von al-ʿUla, etwa 150 km südwestlich von Tayma im nordwestlichen Saudi-Arabien in der Provinz Medina und lag an der Weihrauchstraße. Dadan wird mehrmals im Alten Testament erwähnt.
Dadan war der Hauptort des antiken Reiches Lihyan. Aufgrund seiner Bedeutung für den Weihrauchhandel befand es sich spätestens seit dem 2. Jahrhundert v. Chr. bis ins frühe 1. Jahrhundert v. Chr. unter der Herrschaft des südarabischen Königreiches Ma'in.